# 开元寺 (潮州)
23°39′57″N 116°38′40″E / 23.66583°N 116.64444°E
潮州开元寺位于广东省潮州市开元路。建于唐玄宗开元二十六年（公元738年）。开元寺最初名为“莲花寺”，元代称“开元万寿禅寺”，明代以后改称“开元镇国禅寺”，并沿用至今。为佛教全国重点寺院。
受疫情影响，开元寺一度对外关闭。2020年7月，开元寺恢复开放。

## 圖集

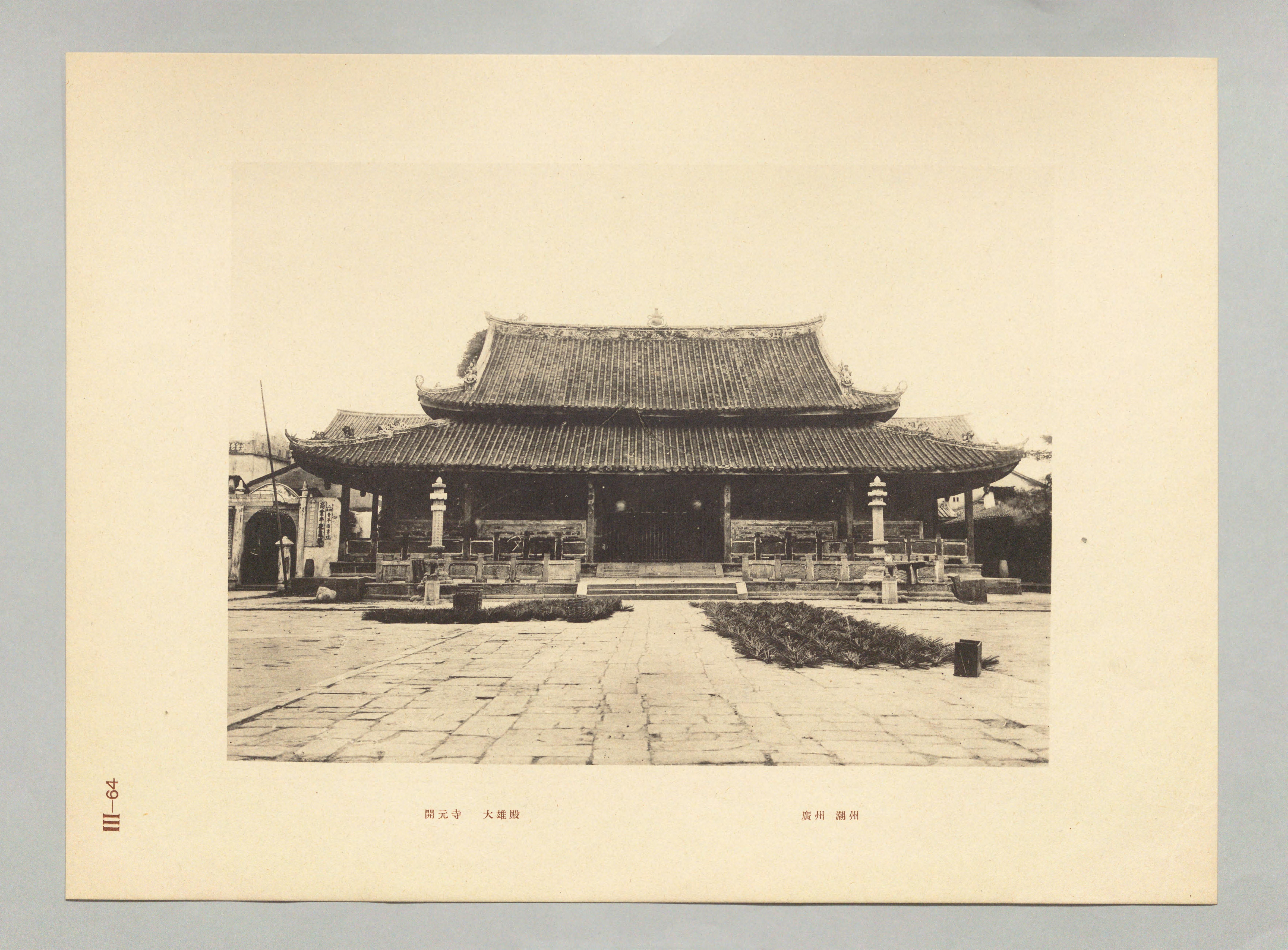
大雄寶殿
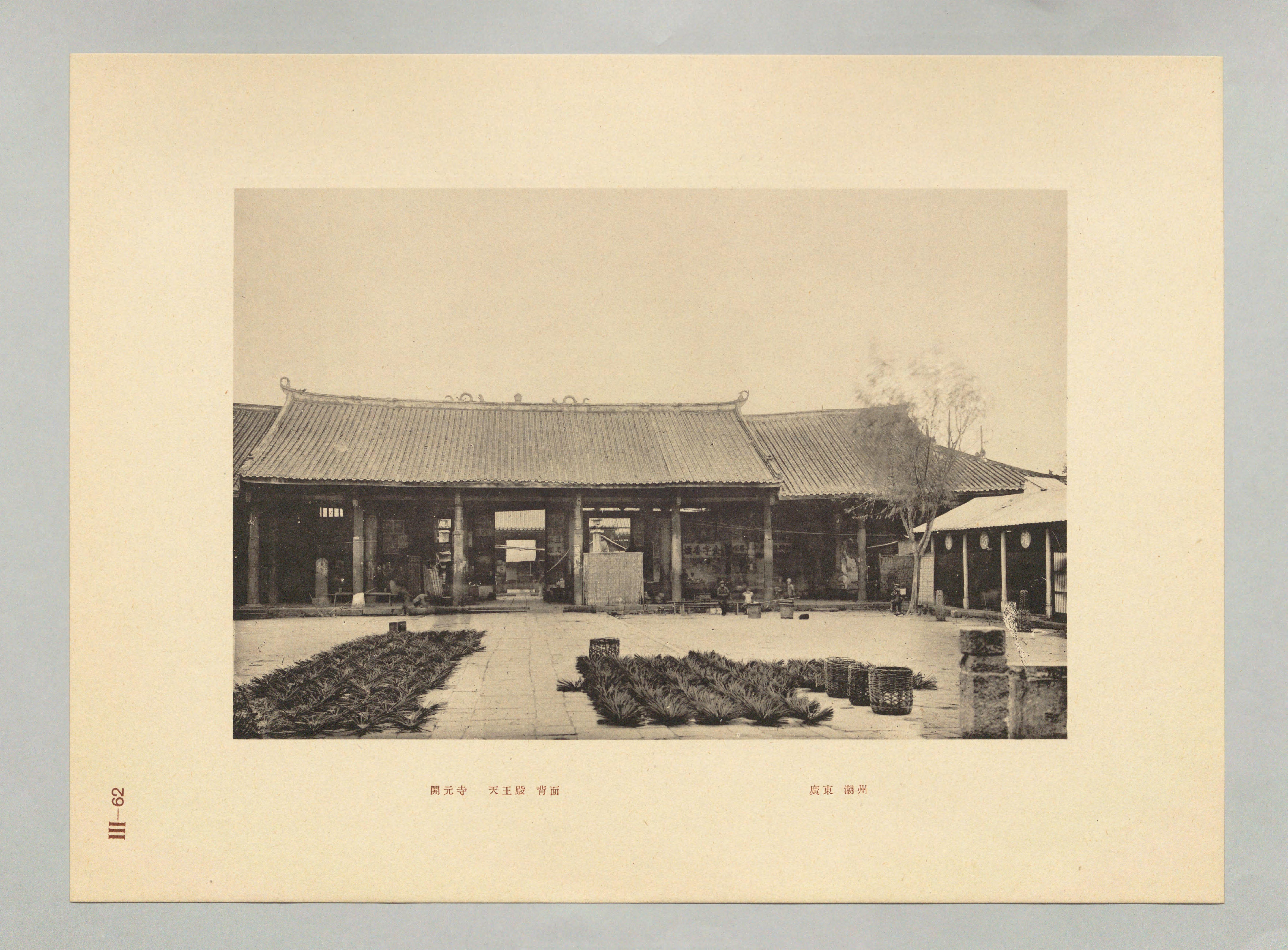
大雄寶殿背面
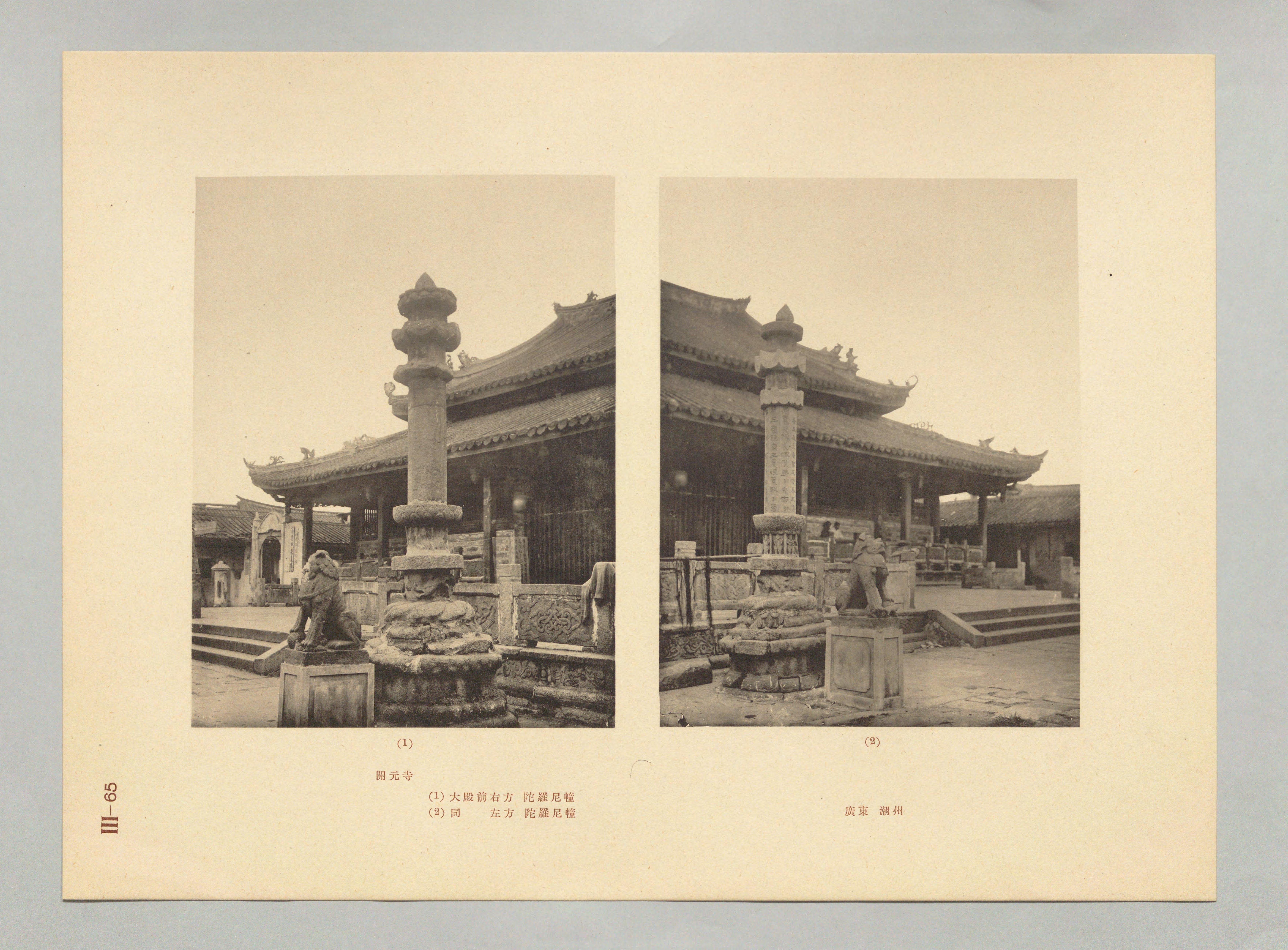
大殿前右方、左方陀羅尼幢
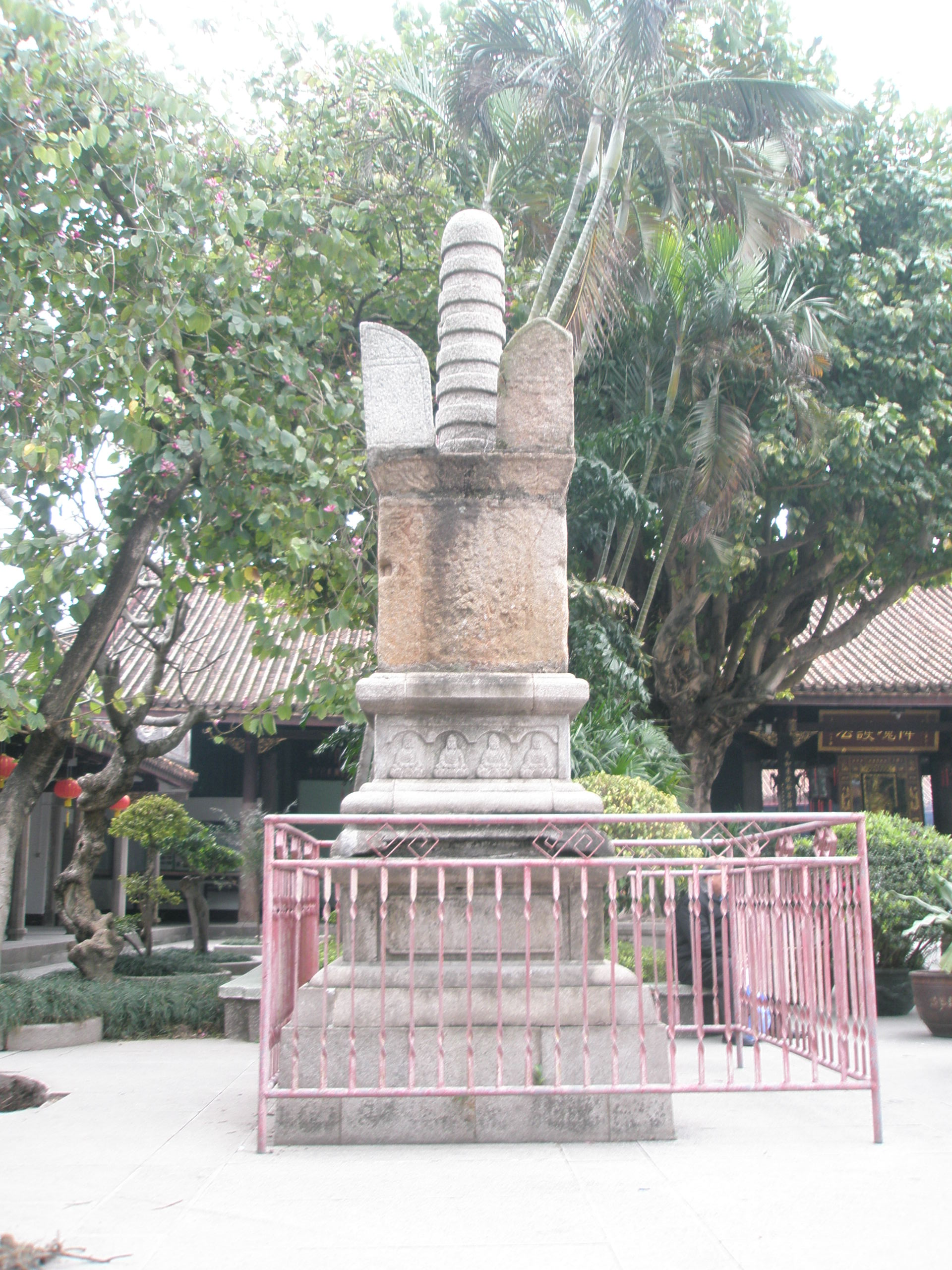
阿育王塔
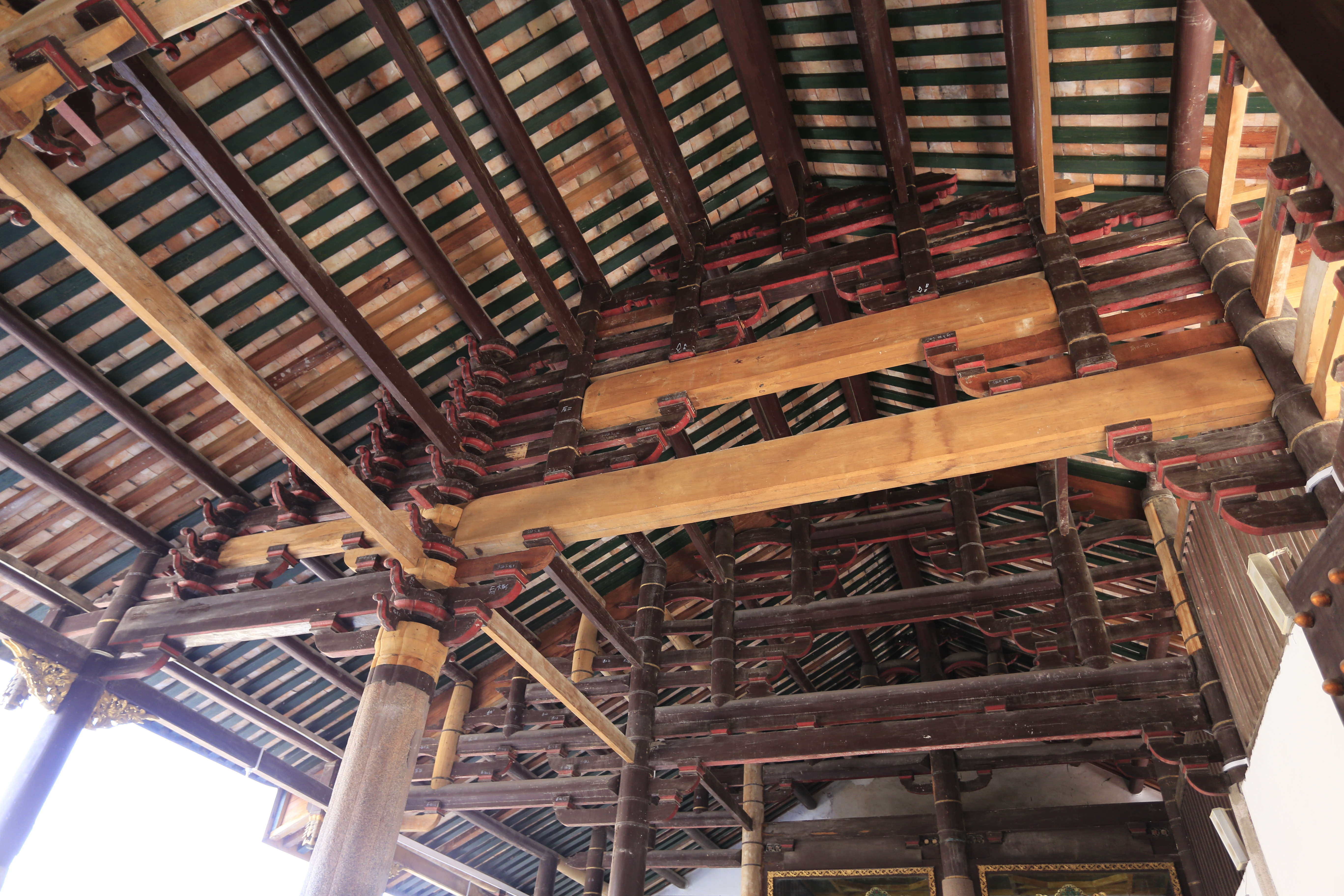
内部梁架